# Telchius barbarus
Telchius barbarus is een spinnensoort in de taxonomische indeling van de Dwergcelspinnen (Oonopidae).
Het dier behoort tot het geslacht Telchius. De wetenschappelijke naam van de soort werd voor het eerst geldig gepubliceerd in 1893 door Eugène Simon.